# 加利福尼亞州立大學洛杉磯分校

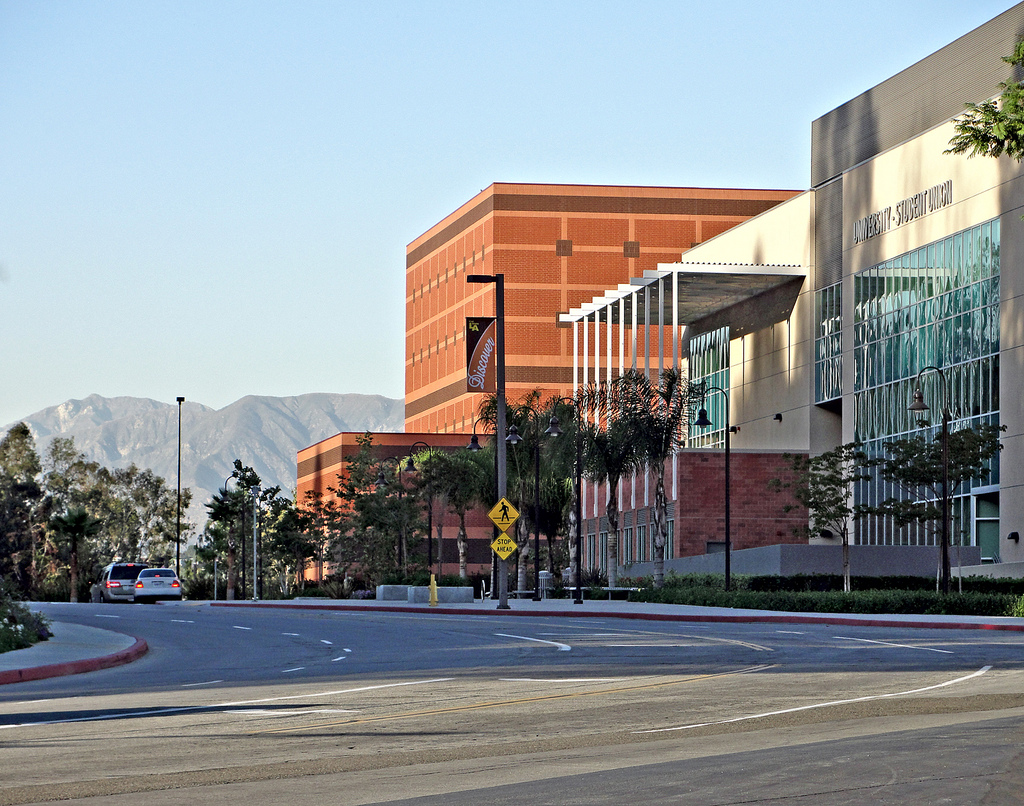
大學學生會大樓和體育館

加利福尼亞州立大學洛杉磯分校（英語：California State University, Los Angeles），也稱为加州州立大學洛杉磯分校，简称洛杉矶州大（Cal State L.A.），是一所座位於美國加州洛杉磯的公立大學，隸屬於加州州立大學系統。洛杉磯州大提供142項學士課程、122項碩士課程和四項博士課程，包含特殊教育博士（與加州大學洛杉磯分校合辦）、教育領導博士、護理實務博士和聽力學博士，還提供22項教師證書課程。
截至2020年，洛杉磯州大學生人數為26,342人，其中包括22,566名本科生，主要來自大洛杉磯地區，以及3,776名研究生。洛杉磯州大設有9大學院，其中有4個專業學院和約50個學系、分部及跨學科學程。洛杉磯州大的法醫科學是全美最古老課程之一。榮譽學院的早期入學計劃專為最年輕12歲的天才學生設計，是美國唯一一個直接從中學和高中過渡到大學的計畫。洛杉磯州大還設有兩所高中：馬克和伊娃·斯特恩數學科學學校（SMSS）以及洛杉磯縣藝術高中（LACHSA），後者是洛杉磯唯一一所招收全洛杉磯學生的藝術高中。

## 历史
创建于1947年，是加州州立大学系统中23所盟校之一。该校以商业系，工程系，以及医疗护理系最为著名。其中商业系被《美国新闻与世界报道》评选为全美最佳商学院之一，2015年在該報道的“西部地區大學排名”中排在第84位。2022年在該報道的“西部地區大學排名”中排在第23位。

## 院系与专业
- 文学与艺术学院（College of Arts and Letters）

艺术，传媒，文学研究，音乐，哲学，表演艺术
- 商学院（College of Business and Economics）

会计，经济与统计，金融和法律，信息系统，管理学，市场营销
- 教育学院（The Charter College of Education）

教育应用与发展，课程与指导，特殊教育与咨询服务
- 工程与计算机科学技术学院（College of Engineering, Computer Science, and Technology）

土木工程，计算机科学，电气与计算机工程，机械工程，工程技术
- 健康与公共事业服务学院（College of Health and Human Services）

儿童与家庭研究，犯罪学与刑事学，保健科学，运动机能学和营养学，护理学，社会服务

## 外部連結
- 校方网站
- 校方体育队的网站（页面存档备份，存于）